# Barry Lloyd
Barry Lloyd (Uxbridge, Inglaterra; 19 de febrero de 1949 – 28 de septiembre de 2024) fue un futbolista y entrenador de fútbol inglés que jugó en la posición de centrocampista.

## Carrera

### Jugador
| Club              | Temporada        | Liga             | Liga        | Liga  | Copa nacional | Copa nacional | Copa de la Liga | Copa de la Liga | Total       | Total |
| Club              | Temporada        | División         | Apariciones | Goles | Apariciones   | Goles         | Apariciones     | Goles           | Apariciones | Goles |
| ----------------- | ---------------- | ---------------- | ----------- | ----- | ------------- | ------------- | --------------- | --------------- | ----------- | ----- |
| Chelsea           | 1966–67          | First Division   | 4           | 0     | 0             | 0             | 0               | 0               | 4           | 0     |
| Chelsea           | 1967–68          | First Division   | 1           | 0     | 0             | 0             | 0               | 0               | 1           | 0     |
| Chelsea           | 1968–69          | First Division   | 5           | 0     | 0             | 0             | 0               | 0               | 5           | 0     |
| Chelsea           | Total            | Total            | 10          | 0     | 0             | 0             | 0               | 0               | 10          | 0     |
| Fulham            | 1968–69          | Second Division  | 15          | 3     | —             | —             | —               | —               | 15          | 3     |
| Fulham            | 1969–70          | Third Division   | 30          | 7     | 0             | 0             | 0               | 0               | 30          | 7     |
| Fulham            | 1970–71          | Third Division   | 46          | 9     | 1             | 0             | 6               | 0               | 53          | 9     |
| Fulham            | 1971–72          | Second Division  | 42          | 3     | 3             | 0             | 2               | 0               | 47          | 3     |
| Fulham            | 1972–73          | Second Division  | 32          | 1     | 0             | 0             | 4               | 1               | 36          | 2     |
| Fulham            | 1973–74          | Second Division  | 34          | 2     | 2             | 0             | 4               | 0               | 40          | 2     |
| Fulham            | 1974–75          | Second Division  | 25          | 1     | 2             | 0             | 3               | 0               | 30          | 1     |
| Fulham            | 1975–76          | Second Division  | 25          | 3     | 0             | 0             | 2               | 0               | 27          | 3     |
| Fulham            | Total            | Total            | 257         | 29    | 8             | 0             | 21              | 1               | 286         | 30    |
| Hereford United   | 1976–77          | Second Division  | 14          | 0     | 1             | 0             | 0               | 0               | 15          | 0     |
| Brentford         | 1977–78          | Fourth Division  | 31          | 4     | 2             | 0             | 2               | 0               | 35          | 4     |
| Houston Hurricane | 1978             | NASL             | 11          | 0     | —             | —             | —               | —               | 11          | 0     |
| Total de carrera  | Total de carrera | Total de carrera | 323         | 33    | 11            | 0             | 23              | 1               | 357         | 34    |

### Entrenador
| Periodo   | Club                      |
| --------- | ------------------------- |
| 1978-1981 | Yeovil Town FC            |
| 1981-1986 | Worthing FC               |
| 1987-1993 | Brighton & Hove Albion FC |
| 2001–2003 | Worthing FC               |

## Logros
- Isthmian League First Division: 1982–83[8]
- Isthmian League Second Division: 1981–82[8]
- Somerset Premier Cup: 1978–79[9]